# Барабанов Василь Арсентійович
Барабанов Василь Арсентійович (21 квітня 1900, село Алтуф'єво Московської губернії, нині в межах міста Москви — 1964, Москва) — полковник ДБ (держбезпеки), Герой Соціалістичної Праці, 1-й заступник начальника ГУЛАГу МВС СРСР.

## Дати з біографії
- 1924 — закінчив Ленінградську військово-господарську академію;
- з 1 червня 1924 — помічник уповноваженого ОВ (особливого відділу) ОГПУ (Москва);
- з 30 травня 1925 — уповноважений там же;
- з 1 липня 1926 — помічник начальника відділення там же;
- з 1 січня 1929 — заступник начальника відділення ОВ ОГПУ Середньо-Азійського військового округу (Ташкент);
- з 15 грудня 1929 — начальник відділення ОВ ОГПУ 1 корпусу (Москва);
- з 1 травня 1931 — помічник начальника відділу ОВ ОГПУ МВО (Москва);
- з 10 серпня 1932 — заступник начальника управління військ ОГПУ Московської області (Москва);
- з 1 квітня 1933 — начальник 3 відділу і заст. начальника Дмитровського ВТТ ОГПУ;
- з 1 квітня 1935 — начальник промислу Ухто-Печорського ВТТ НКВС (Ухта Комі АРСР);
- з 11 березня 1936 — начальник рудника там же;
- з 1 листопада 1936 — начальник відділення там же;
- з 1 грудня 1937 — помічник начальника управління УЖДС НКВС на Далекому Сході (м. Свободний Амурської області);
- з 18 січня 1940 — начальник Нижньо-Амурського УВТТ НКВС (Комсомольськ-на-Амурі Хабаровського краю);
- з 1 квітня 1942 — начальник Саратовського ВТТ НКВС (м. Красноармійськ Саратовської області);
- з 21 вересня 1942 — начальник Північно-Печорського УВТТ НКВС (селище Абезь Комі АРСР);
- з 26 грудня 1946 — заступник начальника ГУЛЖДС МВС СРСР (Москва);
- з 28 квітня 1947 — начальник Північного управління залізничного будівництва МВС (селище Абезь Комі АРСР);
- з 5 лютого 1949 — начальник Північного управління залізничного будівництва і заступник начальника ГУЛЖДС МВС СРСР;
- з 14 липня 1950 — начальник УВТТ та будівництва Цимлянського гідровузла Волго-Донського судноплавного каналу МВС;
- з 11 липня 1952 — начальник Главспецнефтестроя МВС СРСР;
- з 3 липня 1954 — 1-й заступник начальника ГУЛАГу МВС СРСР;
- з 20 червня 1956 — на пенсії.

## Спецзвання
- з 26 грудня 1941 — старший лейтенант ДБ;
- з 3 червня 1944 — підполковник ДБ;
- з 18 квітня 1946 — полковник.

## Нагороди
- орден Трудового Червоного Прапора (28 червня 1941);
- орден Червоної Зірки (15 вересня 1943);
- орден Червоного Прапора (3 листопада 1944 року, за вислугу років);
- орден Леніна (12 травня 1945);
- орден Вітчизняної війни 2 ступеня (21 червня 1946);
- орден Леніна (27 листопада 1950 р за будівництво залізниці «Кожва — Воркута»);
- орден Леніна і звання Героя Соцпраці (19 вересня 1952 року, за будівництво Волго-Донського судноплавного каналу);
- орден Червоного Прапора (5 листопада 1954).